# Списак ликова у роману Рат и мир

Ово је некомплетна листа ликова из романа Рат и мир Лава Николајевича Толстоја.
А · Б · В · Г · Д · Ђ · Е · Ж · З · И · Ј · К · Л · Љ · М · Н · Њ · О · П · Р · С · Т · Ћ · У · Ф · Х · Ц · Ч · Џ · Ш

## А
- цар Александар I Руски
- Јаков Алпатич
- кнез Аракчијев

## Б
- Баговут
- кнез Багратион
- Барклеј од Толија
- Бартоломеј
- Осип Алексејевич Баздејев
- гроф Бенигсен
- поручник Берг
- Бертије
- кнез Кирил Безухов
- Пјер Безухов
- Биљибин
- Болховитинов
- кнез Андреја Болконски
- Лиза Болконска
- Марија Болконска
- Наполеон Бонапарта
- госпођица Буирен
- Брусије

## В
- Верешчагин
- Сергеј Кузмич Вјазмитинов
- Вејеротер
- Виларски
- генерал Винцингерод
- Волцоген

## Г
- Герасим
- Гервајс
- мајор-генерал Греков

## Д
- Данило
- генерал Давуст
- Денисов
- господин Десале
- кнез Долгоруков
- Дохтуров
- Долохов
- Дрон
- књегиња Ана Михајловна Друбецка
- Борис Друбецки
- Дуњаша

## Ж
- Жерков
- кнез Жилински

## И
- Иљин
- Михаил Иванич

## Ј
- капетан Јаковљев
- Јермолов

## К
- генерал Кампан
- Коленкор
- Жили Карагина
- Карл од Аустрије
- Пјотр Петрович Коновницин
- кнез Козловски
- Василије Курагин
- Елен Курагина
- Иполит Курагин
- Анатол Курагин
- Платон Каратајев
- Мавра Кузминишна
- генерал Кутузов

## Л
- Лангерон
- Лористон
- Лазарев
- Лаврушка

## М
- генерал Мек
- Магницки
- Ана Игњатијевна Малвинцев
- Мишо
- Милорадович
- Митенка
- Митка
- Мортимер
- генерал Мутон
- Јоаким Мират

## Н
- кнез Несвицки
- Мишел Неј

## О
- кнез Орлов-Денисов

## П
- Марија Игнатијевна Перонски
- Катарина Петровна
- Пфул
- Платов

## Р
- Рајевски
- кнез Ростопчин
- кнез Иља Ростов
- књегиња Наталија Ростов
- Наташа Ростова
- Николај Ростов
- Соња Ростова
- Пећа Ростов
- Вера Ростова

## С
- Сперански
- Столипин

## Т
- поручник Тељанин
- Тихон
- Тимохин
- Тол
- капетан Тушин
- Тутолмин

## Ф
- Фердинанд Аустријски
- Марија Фјодоровна
- Франц  Аустријски

## Ч
- Симеон Чекмар

## Ш
- Ана Павлова Шерер
- Шмит
- Шаповалов
- Шербињин
- Шиншин